# Brookhaven (New York, város)
Brookhaven város az USA New York államában, Suffolk megyében. Lakosainak száma 485 773 fő (2020. április 1.).

## Népesség
A település népességének változása:

| 2010 | 486 040 |
| 2020 | 485 773 |